# Îles Maria
Îles Maria – niezamieszkany atol należący do archipelagu Tubuai, w Polinezji Francuskiej. Najbliższą wyspą jest oddalona o 205 km na południowy wschód Rimatara.
Atol składa się z czterech porośniętych lasem deszczowym, oddzielonych od siebie płytką laguną, wysepek, stanowiących schronienie dla licznych gatunków ptaków.
Îles Maria została odkryta w 1824 roku przez załogę statku wielorybniczego Maria.